# Fabas, Tarn-et-Garonne
Fabas är en kommun i departementet Tarn-et-Garonne i regionen Occitanien i södra Frankrike. Kommunen ligger i kantonen Grisolles som tillhör arrondissementet Montauban. År 2022 hade Fabas 695 invånare.

## Befolkningsutveckling
Antalet invånare i kommunen Fabas
| Referens: INSEE |

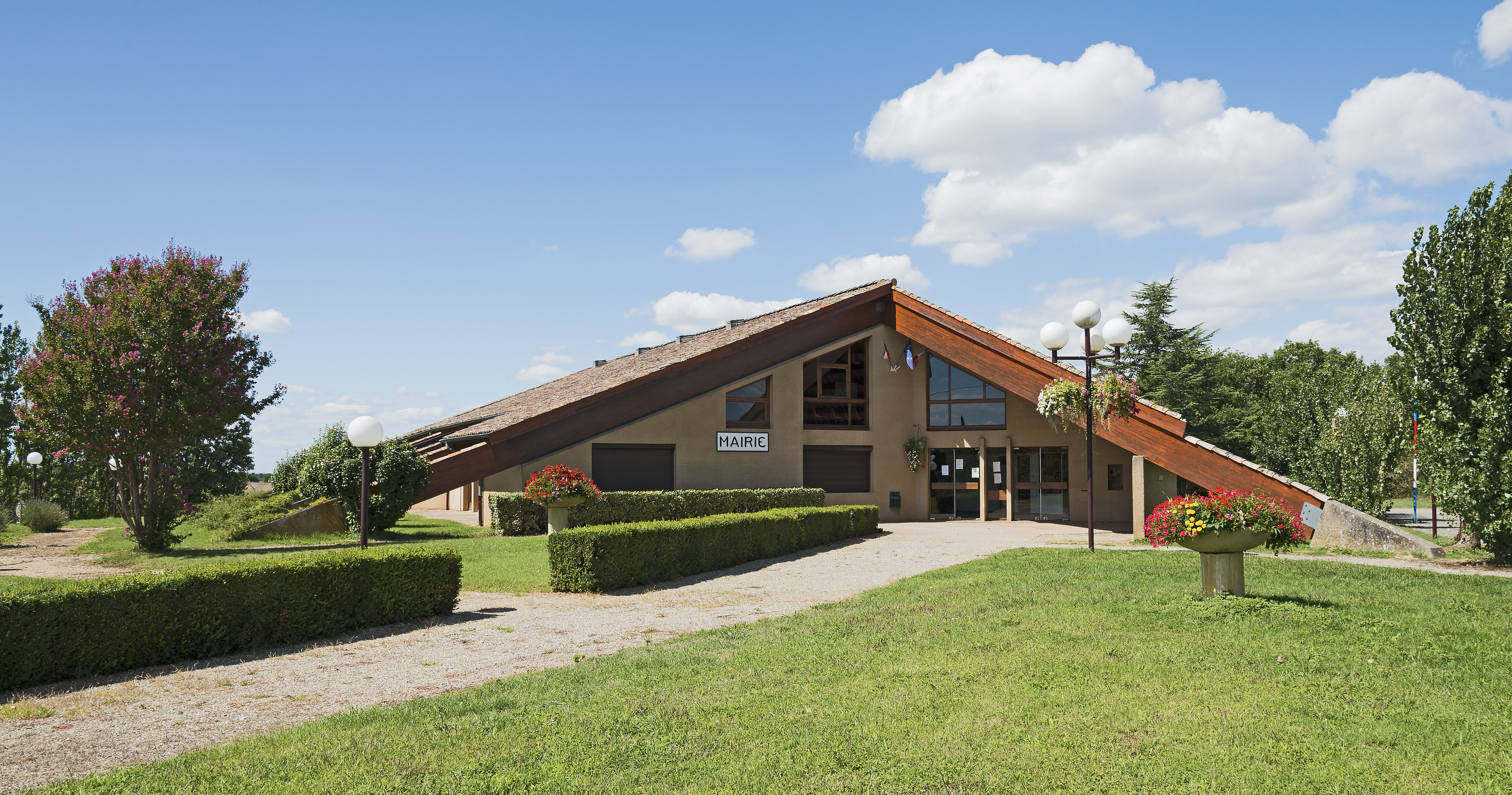
Stadshuset.